# ۵۰/۵۰ (فیلم ۱۹۸۲)
«۵۰/۵۰» (انگلیسی: 50/50 (1982 film)) یک فیلم است که در سال ۱۹۸۲ منتشر شد.